# Лисала
Лисала (фр. Lisala) — город на севере Демократической Республики Конго. Административный центр провинции Монгала. Расположен на берегу реки Конго, на высоте 409 м над уровнем моря.
В 2010 году население города по оценкам составляло 79 235 человек. Лисала наиболее известна как родина Мобуту Сесе Секо, правившего Заиром с 1965 по 1997 год.
Через Лисалу проходит транс-африканский автодорожный маршрут  шоссе Лагос-Момбаса, обозначаемый на местных картах как автомобильная дорога N6.
На окраине города расположен аэропорт Лисала.